# Park Narodowy Balpakram
Park Narodowy Balpakram − park narodowy położony w północno-wschodnich Indiach, na wysokości powyżej 900 metrów, o powierzchni ok. 220 km². Znajduje się w pobliżu granicy z Bangladeszem.
Od 2018 roku na liście oczekującej na wpis na listę światowego dziedzictwa UNESCO .

## Fauna
Park charakteryzuje się dużym bogactwem świata fauny. Żyje tu m.in.: mundżaki, bawoły indyjskie, mormi złociste, pandy małe, lamparciki marmurkowe, tygrysy bengalskie, słonie indyjskie.